# Rose Goldblatt
Rose Goldblatt (* 28. August 1913 in Montreal; † 30. September 1997 in Montreal) war eine kanadische Pianistin und Musikpädagogin.

## Leben
Goldblatt begann ihre Klavierausbildung 1918 an der Canadian Academy of Music in Montreal bei Boris Dunev und Arthur Letondal und hatte sechsjährig ihren ersten öffentlichen Auftritt im Windsor Hotel. Ab 1922 setzte sie ihre Ausbildung bei Stanley Gardner fort. Ihr professionelles Debüt hatte sie 1927 in Montreal. Von 1929 bis 1935 studierte sie in London Klavier bei Kendall Taylor, Musiktheorie bei Harold Craxton und Komposition bei Patrick Hadley. Nach ihrem Debüt in London 1935 vervollkommnete sie ihre Ausbildung in New York bei Egon Petri, einem Schüler Ferruccio Busonis.
In der Folgezeit hatte sie in Kanada zahlreiche Auftritte im Radio und als Solistin u. a. mit dem CBC Symphony Orchestra, dem Montreal Women’s Symphony Orchestra und dem McGill Chamber Orchestra und gab Duo-Recitals mit ihrem ehemaligen Lehrer Stanley Gardner. Bei Tourneen durch die USA gastierte sie u. a. in der New Yorker Town Hall und der Kimball Hall in San Francisco. Ihr besonderes Interesse galt der zeitgenössischen kanadischen Musik, und Komponisten wie István Anhalt, Violet Archer, Wolfgang Bottenberg, Alexander Brott, Albertine Caron-Legris, Maurice Dela, Marvin Duchow, George Fiala und Hector Gratton widmeten ihr Werke.
Nach ihrer Heirat mit dem Industriedesigner Henry Finkel 1937 unterrichtete Goldblatt privat in Montreal. Unter anderem studierte in dieser Zeit Robert Haig Coxon bei ihr. Daneben wirkte sie als Jurorin bei Musikwettbewerben und gab weiterhin Solorecitals. 1955–56 moderierte sie die Jugendsendung Piano Party im Radioprogramm von CBC.
Ab 1955 unterrichtete Goldblatt an der McGill University, wo sie von 1956 bis 1977 die lokalen Zentren der Preparatory School koordinierte und von 1965 bis zu ihrer Emeritierung 1978 das Department für Tasteninstrumente leitete. Von 1983 bis 1985 war sie Präsidentin der Quebec Music Teachers’ Association (QMTA), der sie seit der Gründung 1942 angehörte. 1991 stiftete die QMTA die Rose Goldblatt Trophy, die jährlich einem besonders verdienten Studenten verliehen wird. 1987 wurde Goldblatt Fellow der Royal Society of Arts, 1991 Vizepräsidentin der Canadian Federation of Music Teachers’ Associations.
Bei der CBC nahm Goldblatt Kompositionen von Walter Kaufmann, Otto Joachim und Oskar Morawetz sowie Fialas Concertino (mit dem CBC Montreal String Orchestra unter Roland Leduc), dem Paukisten Louis Charbonneau und dem Trompeter Jacques LeComte auf. Auf dem Album Fantasy on a Hebrew Theme spielte sie das titelgebende Werk von Morawetz und Joachims Éclosion.